# Linsläktet
Linsläktet (Linum) är ett släkte av linväxter. Linsläktet ingår i familjen linväxter. Växterna förekommer naturligt i områden med Tempererat och Subtropiskt klimat.

## Bildgalleri

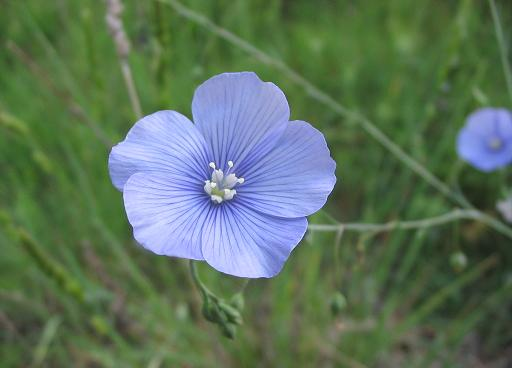

## Dottertaxa till Linsläktet, i alfabetisk ordning[1]
- Linum acuticarpum
- Linum adustum
- Linum aethiopicum
- Linum africanum
- Linum alatum
- Linum album
- Linum allredii
- Linum alpinum
- Linum altaicum
- Linum amurense
- Linum arboreum
- Linum arenicola
- Linum aretioides
- Linum aristatum
- Linum aristidis
- Linum aroanium
- Linum asperifolium
- Linum australe
- Linum austriacum
- Linum bahamense
- Linum berlandieri
- Linum bessarabicum
- Linum betsiliense
- Linum bienne
- Linum boissieri
- Linum brachypetalum
- Linum brevifolium
- Linum brevisepalum
- Linum brevistylum
- Linum burkartii
- Linum caespitosum
- Linum campanulatum
- Linum capitatum
- Linum cariense
- Linum carneum
- Linum carnosulum
- Linum carteri
- Linum catharticum
- Linum chaborasicum
- Linum chamissonis
- Linum ciliatum
- Linum compactum
- Linum comptonii
- Linum corymbulosum
- Linum cratericolum
- Linum cremnophilum
- Linum cruciatum
- Linum cubense
- Linum decumbens
- Linum densiflorum
- Linum doerfleri
- Linum dolomiticum
- Linum elegans
- Linum elongatum
- Linum emirnense
- Linum empetrifolium
- Linum erigeroides
- Linum ertugrulii
- Linum esterhuysenae
- Linum extraaxillare
- Linum filiforme
- Linum flagellare
- Linum flavum
- Linum floridanum
- Linum glaucum
- Linum goulimyi
- Linum gracile
- Linum grandiflorum
- Linum guatemalense
- Linum gyaricum
- Linum gypsogenium
- Linum harlingii
- Linum hellenicum
- Linum heterosepalum
- Linum heterostylum
- Linum hirsutum
- Linum hologynum
- Linum hudsonioides
- Linum hypericifolium
- Linum imbricatum
- Linum intercursum
- Linum iranicum
- Linum junceum
- Linum katiae
- Linum kaynakiae
- Linum keniense
- Linum kingii
- Linum komarovii
- Linum lasiocarpum
- Linum leonii
- Linum leucanthum
- Linum lewisii
- Linum littorale
- Linum longipes
- Linum lundellii
- Linum macraei
- Linum macrocarpum
- Linum macrorhizum
- Linum marginale
- Linum maritimum
- Linum marojejyense
- Linum mcvaughii
- Linum medium
- Linum meletonis
- Linum mexicanum
- Linum modestum
- Linum monogynum
- Linum mucronatum
- Linum munbyanum
- Linum mysorense
- Linum narbonense
- Linum nelsonii
- Linum neomexicanum
- Linum nervosum
- Linum nodiflorum
- Linum numidicum
- Linum nutans
- Linum obtusatum
- Linum ockendonii
- Linum olgae
- Linum olympicum
- Linum orizabae
- Linum pallasianum
- Linum pallescens
- Linum pamphylicum
- Linum perenne
- Linum persicum
- Linum peyronii
- Linum phitosianum
- Linum polygaloides
- Linum pratense
- Linum pringlei
- Linum prostratum
- Linum puberulum
- Linum pubescens
- Linum punctatum
- Linum pungens
- Linum quadrifolium
- Linum ramosissimum
- Linum rigidum
- Linum rupestre
- Linum rzedowskii
- Linum scabrellum
- Linum schiedeanum
- Linum scoparium
- Linum seljukorum
- Linum setaceum
- Linum silpii
- Linum smithii
- Linum stelleroides
- Linum stocksianum
- Linum striatum
- Linum strictum
- Linum subasperifolium
- Linum subbiflorum
- Linum subteres
- Linum suffruticosum
- Linum sulcatum
- Linum tauricum
- Linum tenellum
- Linum tenue
- Linum tenuifolium
- Linum thesioides
- Linum thracicum
- Linum thunbergii
- Linum tmoleum
- Linum toxicum
- Linum triflorum
- Linum trigynum
- Linum turcomanicum
- Linum ucranicum
- Linum unguiculatum
- Linum uninerve
- Linum usitatissimum
- Linum vanense
- Linum velutinum
- Linum vernale
- Linum westii
- Linum villarianum
- Linum villosum
- Linum violascens
- Linum virginianum
- Linum virgultorum
- Linum viscosum
- Linum volkensii
- Linum vuralianum